# NGC 6629
NGC 6629 је планетарна маглина у сазвежђу Стрелац која се налази на NGC листи објеката дубоког неба.
Деклинација објекта је - 23° 12' 8" а ректасцензија 18h 25m 42,4s. Привидна величина (магнитуда) објекта NGC 6629 износи 11,3 а фотографска магнитуда 11,6. NGC 6629 је још познат и под ознакама PK 9-5.1, ESO 522-PN26, CS=12.8.